# Vorstengraf (Mušov)
Het Vorstengraf van Mušov is een Germaanse grafheuvel in Mušov, Tsjechië. De grafheuvel werd gevonden in 1988.
Onder de grafgiften bevond zich een bronzen ketel uit de 2e eeuw. De ketel is versierd met vier hoofden, met Suebenknoten (Sueben), als handvatten. 
Het vorstengraf is gevonden nabij de archeologische vindplaats Burgstall.